# Åbo hamns järnvägsstation
Åbo hamns järnvägsstation (finska: Turun sataman rautatieasema) är en järnvägsstation vid Åbo hamn i Åbo, Finland. Stationen är slutstation för Kustbanan och Åbo–Toijala-banan. Stationen har ingen stationsbyggnad utan enbart en mittplattform, med spår 1 och 2. Stationen har förbindelser till Helsingfors och Tammerfors.

## Historik
Stationen öppnade 1876 även om stationsbyggnaden färdigställdes först 1889. Då Silja Line-terminalen i Åbo öppnade 1972 förkortades spåren som tidigare hade gått till den gamla terminalbyggnaden där VR hade kontor och biljettförsäljning. När Viking Line året därpå den 8 juli 1973 flyttade till Åbo från Nådendal fick de också en egen station vid deras terminal. På grund av ökade kostnader lade VR ner stationen vid Viking Line-terminalen år 1982 och all persontrafik i hamnen flyttades till södra sidan av Åbo slott. Stationen fick sin nuvarande form 1992, då plattformarna flyttades närmare slottet för att minska antalet plankorsningar. Fram till 2012 fanns det möjlighet för godstrafik att kunde fortsätta med sina vagnar till Sverige från hamnområdet.

## Trafiken
I anslutning till stationen finns det en bussterminal för expressbussar till olika delar av landet. Trafiken vid Åbo hamns järnvägsstation är ansluten till tidtabellen för passagerarfartygen som ankommer och avgår från hamnen. Normalt avgår trafiken till Tammerfors från spår ett och till Helsingfors från spår två.

## Framtid
Det finns planer från 2022 att hamnens järnvägsstation ska flyttas närmare hamnterminalen och anslutningen till centralstationen ska tas bort. Den nya järnvägssträckan skulle i så fall inte innehålla någon plankorsning. Detta för att kunna bygga fler bostadshus i Linnanniemi.

## Galleri

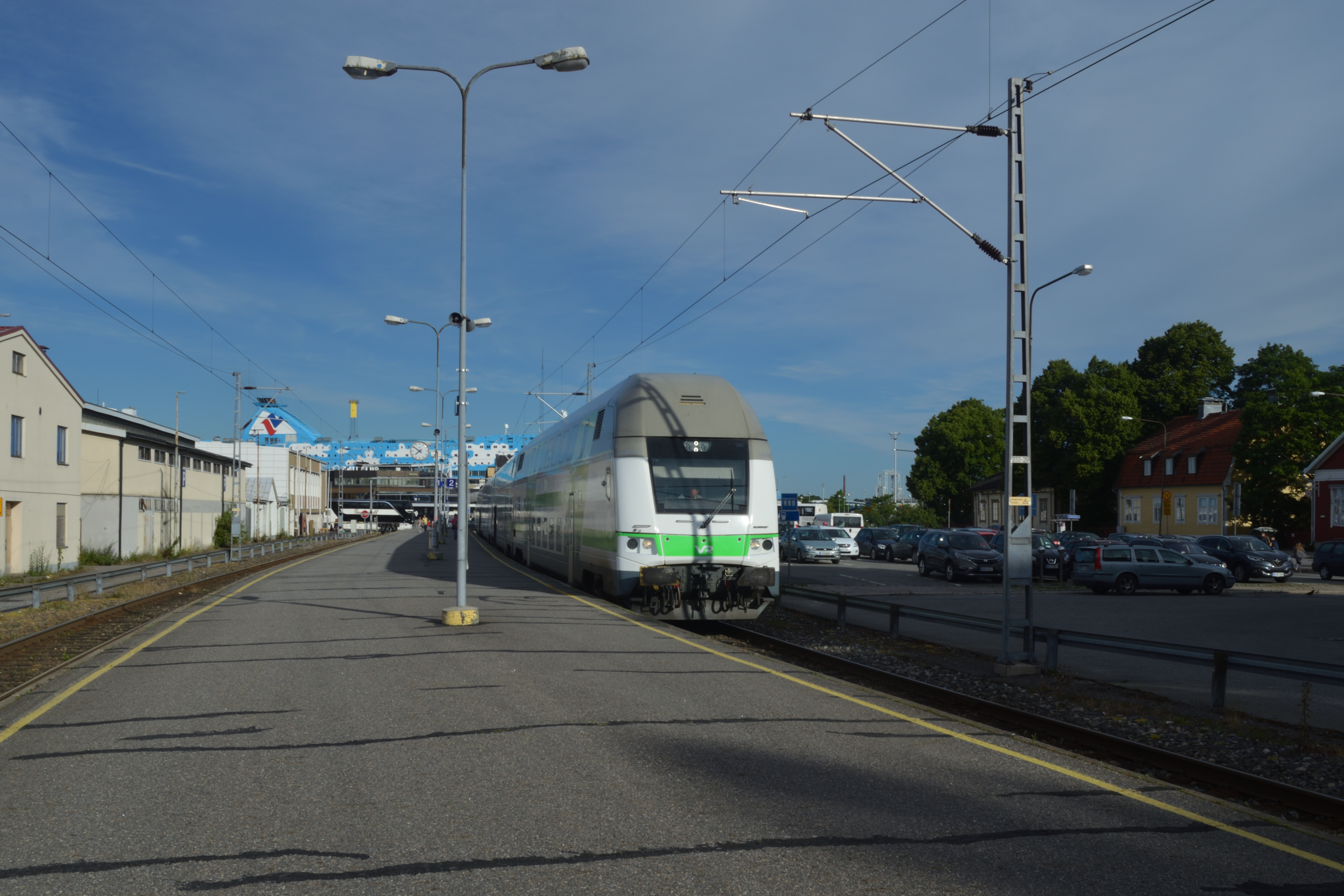
VR Edo-tåg i Åbo hamn
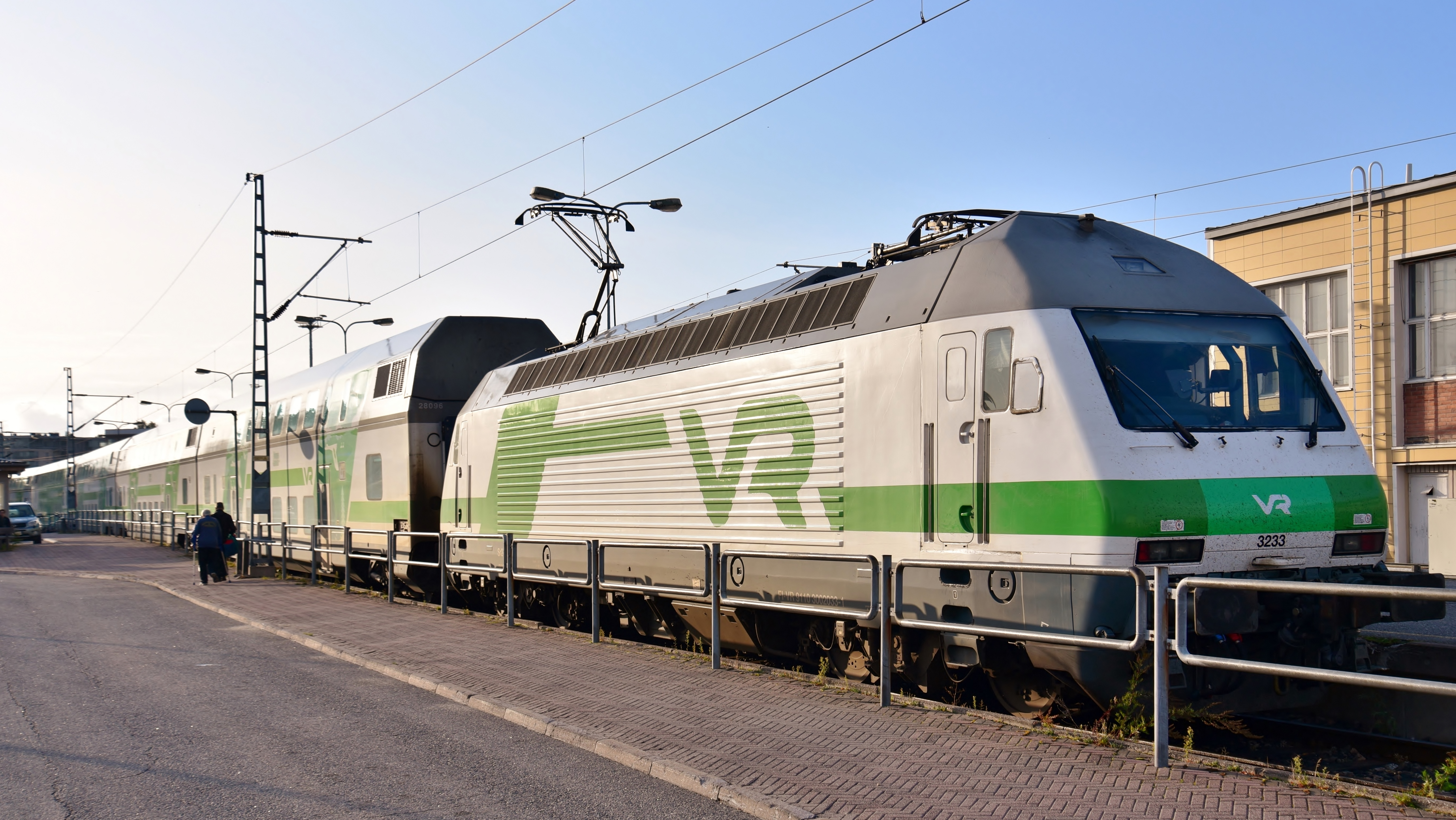
VR Sr2-lok i Åbo hamn